# Tp3
Tp3 – polskie oznaczenie parowozu pruskiej serii G8.

## Historia
W latach 1906–1913 wyprodukowano 1054 maszyny tej serii. Po 1918 roku na PKP eksploatowane były 84 parowozy serii G8.
Po 1945 roku na polskich kolejach pozostało tylko 45 maszyn tego typu.
Lokomotywa Tp3-36 w 2018 roku została ustawiona w Muzeum Broni Pancernej w Poznaniu, wcześniej, od sierpnia 1988 roku, po odbytej wtedy renowacji, stała jako pomnik-eksponat na stacji kolejowej w Zbąszynku.
Na niemieckich kolejach (DRG) nosiły oznaczenie serii (Baureihe) 5516-25.

## Galeria

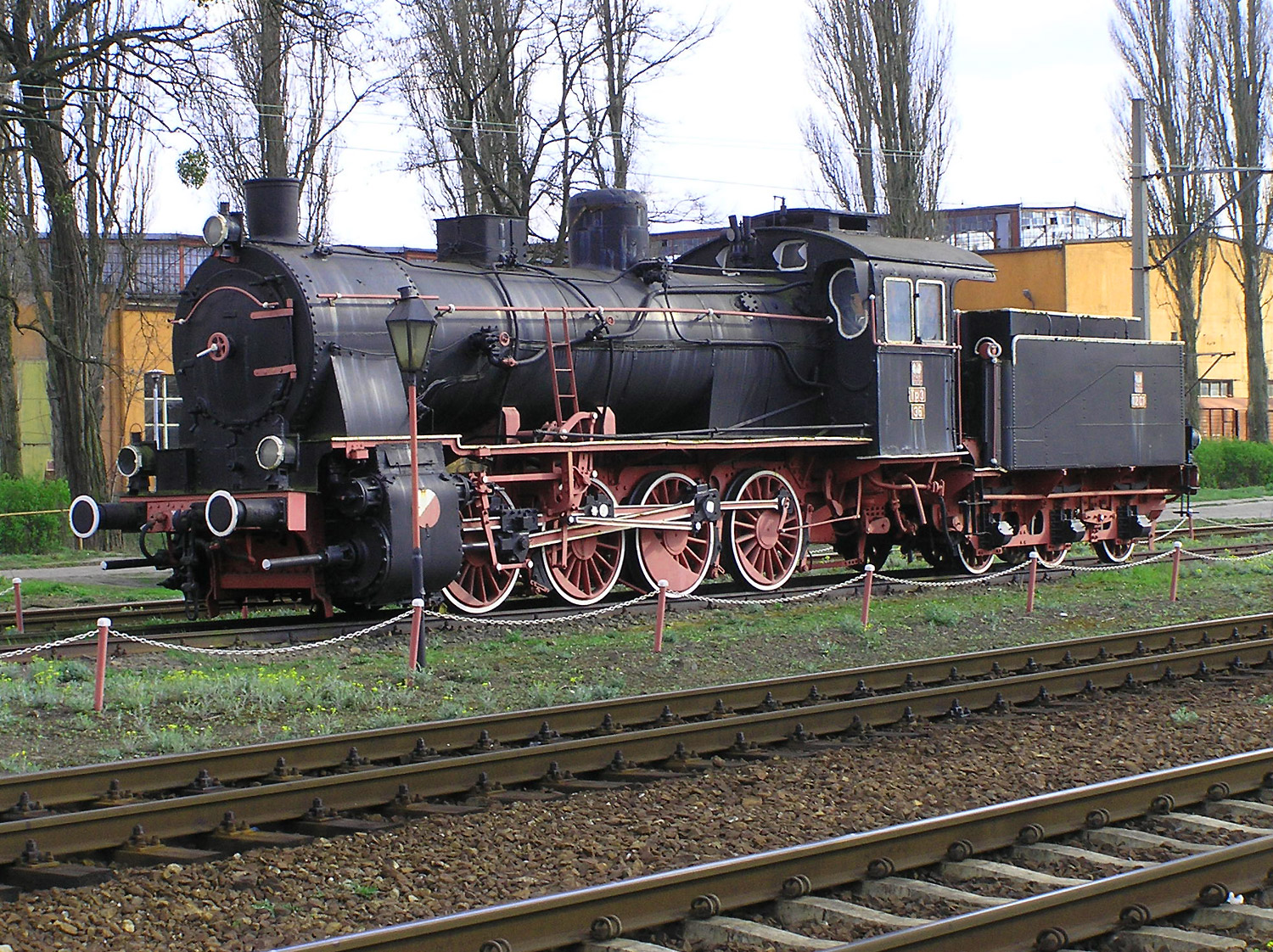
Tp3-36 jako pomnik na stacji Zbąszynek